# 畢衆敬
畢 衆敬（ひつ しゅうけい、? - 491年）は、中国の南北朝時代の武人。小名は捺。本貫は東平郡須昌県。

## 経歴
若くして騎射や狩猟を好み、国境地帯での盗賊働きを生業としていた。元嘉25年（448年）、宋の武陵王劉駿が徐兗二州刺史となると、衆敬は召し出されて部従事となった。劉駿（孝武帝）が即位すると、衆敬は泰山郡太守・冗従僕射を歴任した。
泰始元年（465年）、湘東王劉彧（明帝）が前廃帝劉子業を殺害して即位すると、衆敬は明帝の命を受けて兗州に募兵に向かった。彭城にいたって、徐州刺史の薛安都に晋安王劉子勛を擁立する計画を持ちかけられて同意し、劉子勛政権の行兗州事とされた。泰始2年（466年）、明帝の兗州刺史の殷孝祖が2000人の兵を率いて建康に向かい、瑕丘の留守を司馬の劉文石に任せた。衆敬は軍を率いて瑕丘を奪取し、劉文石を殺した。薛安都は殷孝祖と馬が合わなかったため、衆敬に命じて殷孝祖の諸子を殺させた。兗州では東平郡太守の申纂が無塩城に拠って明帝側についたほかは全て衆敬に従った。明帝は劉子勛を殺害すると、申纂を兗州刺史に任じた。ときに衆敬の父母の墓を荒らした者があり、衆敬は墓の近くに住む細民を襲って、死者十数人を出した。またこの墓荒らしを申纂の命じたことと疑って、ひそかに人を済陰に派遣し、申纂の父の墓を掘り返させて報復した。
薛安都が北魏に帰順したが、衆敬はこれに同調せず、明帝に陳謝して宋の兗州刺史となった。子の畢元賓がその母らとともに彭城にあったため、衆敬は家族が害に遭うことを恐れて、日夜泣き暮らした。北魏の尉元が軍を率いてやってくると、衆敬は瑕丘城で降伏した。尉元が部将を派遣して入城させると、衆敬は後悔して、数日のあいだ断食した。皇興元年（467年）、散騎常侍・寧南将軍・兗州刺史に任じられ、東平公の爵位を受け、中書侍郎の李璨とふたりで刺史をつとめた。
北魏の慕容白曜が無塩を攻め落とすと、衆敬は申纂を殺害するよう慕容白曜に信書を書き、北魏の朝廷にも申纂の危険を訴えた。申纂が焼死したことを聞くと、衆敬は喜んだ。皇興2年（468年）、衆敬は薛安都とともに平城に入朝した。後にまた兗州刺史となった。
太和15年（491年）10月、死去した。

## 伝記資料
- 『魏書』巻61 列伝第49
- 『北史』巻39 列伝第27